# Trigonocidaris sculptus
Trigonocidaris sculptus is een zee-egel uit de familie Trigonocidaridae.
De wetenschappelijke naam van de soort werd in 1942 gepubliceerd door Theodor Mortensen.